# باشگاه فوتبال گواستاتویا
باشگاه دپورتیوو گواستاتویا یک باشگاه فوتبال حرفه‌ای گواتمالایی است که در گواستاتویا، بخش ال پروگرسو واقع شده است. آنها در لیگ ناسیونال، بالاترین سطح فوتبال گواتمالا، رقابت می‌کنند.
== منابع ==
1. ↑  Stadiums in Guatemala - World Stadiums (به انگلیسی)